# Roșiorii de Vede
Roșiori de Vede est une municipalité roumaine située dans județ de Teleorman